# 小林かつのり
小林 かつのり（こばやし かつのり、4月16日 - ）は、日本の男性声優。 アクセント所属。

## 人物
茨城県出身。アクセント附属養成所シャイン5期生。本名・旧芸名は小林 將則（こばやし かつのり）。
趣味は料理、殺陣、ぶらり旅。特技は将棋、弾幕系シューティング。
東京アニメ・声優＆eスポーツ専門学校にて作品研究・音声表現の講師を務める。

## 出演

### テレビアニメ
2006年
- 奏光のストレイン（2006年 - 2007年、教官、科学者）

2007年
- ケロロ軍曹（男子）
- 少年陰陽師（陰陽生）
- 精霊の守り人（宮仕え、斥兵B）
- DARKER THAN BLACK -黒の契約者-（教団警備、オペレーター）
- 魔法少女リリカルなのはStrikerS（レジアスの部下）
- RED GARDEN（警官2）

2008年
- ウエルベールの物語 〜Sisters of Wellber〜 第二幕（兵士）
- ゴルゴ13（管制官）
- 絶対やれるギリシャ神話（シシュポス）
- ソウルイーター（不良B、親父A、死武専兵士）
- 北斗の拳 ラオウ外伝 天の覇王（兵士、村人、キング兵）
- 薬師寺涼子の怪奇事件簿（ラウンジスタッフ）

2009年
- うちの3姉妹（料理人、ケアロア、男性）
- はじめの一歩 New Challenger

2011年
- STEINS;GATE（2011年 - 2018年、アナウンサー）- 2シリーズ

2012年
- GON -ゴン-（スペード、イノシシ1）

### 劇場アニメ
- ストレンヂア 無皇刃譚（2007年、武士）
- HIGHLANDER ハイランダー 〜ディレクターズカット版〜（2008年、村人）

### OVA
- AIKa ZERO（2009年、パイロット）

### Webアニメ
- いくぜっ! 源さん（2008年、参加者B）

### 吹き替え

#### 映画
- アレックス・ライダー
- イケてる私とサエない僕
- グリーン・ランタン
- 世界侵略: ロサンゼルス決戦
- ゼブラ軍団 ※DVD版
- 戦争のはらわたII（ドルフマン伍長、ニッセン）
- 秘密のラジオ・ガール
- 黙示録2009 隕石群襲来

#### ドラマ
- 美男〈イケメン〉ラーメン店
- エデンの東（コム）
- 逆転の女王（カン・ドンウォン）
- 救命違ハンク2 セレブ診療ファイル
- コールドケース6
- CSI:科学捜査班
- CSI:マイアミ4（アーロン、ジェサップ巡査）
- ジェリコ 閉ざされた街（ビル）
- ジャイアント
- シンデレラのお姉さん（キム・ドンス）
- SUITS/スーツ（トレヴァー・エヴァンス〈トム・リピンスキー〉）
- テロワール（アンドレ・イム）
- フルハウスTAKE2（ファン・ボムス〈キム・ビョンセ〉）
- 僕の妻はスーパーウーマン（秘書、キム課長）
- ユーリカ シーズン3

#### テレビ番組
- 世界・七つの海の物語〜神秘の生き物たち〜
- トップ・シェフ（MC:トムコリッキオ）
- プロジェクト・ランウェイ6（ニコラス）

#### アニメ
- 冬のソナタ アニメ版（キム室長、警察 他）
- LEGO スター・ウォーズ パダワン・メナス

### デジタルコミック
- 死んだら悪役令息で幻のΩなんて冗談じゃない!（2023年、ウォリス、裁判官、同僚（男）、神官、御者、使用人（男）[5]）
- Ωに堕ちたα様（2023年、医師、男性社員2、男性社員3、律の父、上司[6]）

### オーディオブック
- 犯罪（2019年、朗読[7]）
- ララピポ（2020年、西郷寺敬次郎）